# Sankt Johann in der Haide
Sankt Johann in der Haide es un municipio del Distrito de Hartberg, en Estiria.

## Historia
Sankt Johann era en tiempos de los romanos, la frontera entre Noricum y Pannonicum. Existen documentos confidenciales de la época.
En el año 1147 fue mencionada por primera vez como «Rudegersdorf», adoptando recién en el siglo XV la denominación de la iglesia local, Sankt Johann in der Haide. St Johann fue hasta 1921 un pueblo fronterizo tanto municipal como de la conexión austríaca de las fronteras del Estado.
El escudo de armas se creó por decisión del ayuntamiento el 1 de abril de 1989 se realizó en un fondo azul, con dos árboles de la vida y con un cordero en la parte delantera sosteniendo una cruz en forma oblicua con dirección a la derecha. El diseño fue de Heinrich Purkarthofer dándole al cordero el significado de San Juan Bautista, del pueblo y del municipio de St Johann.

## Geografía
El municipio de Sankt Johann in der Haide está compuesto por las ciudades de: Altenberg, Fersten, Klaffenau, Mitterberg (parcialmente), St Johann in der Haide, Schölbing, Steinbüchl (parcialmente) y Unterlungitz.